# Gấc cạnh
Gấc cạnh (danh pháp khoa học: Momordica subangulata) là một loài thực vật có hoa trong họ Cucurbitaceae. Loài này được Blume mô tả khoa học đầu tiên năm 1826.